# José Gambino (escultor)

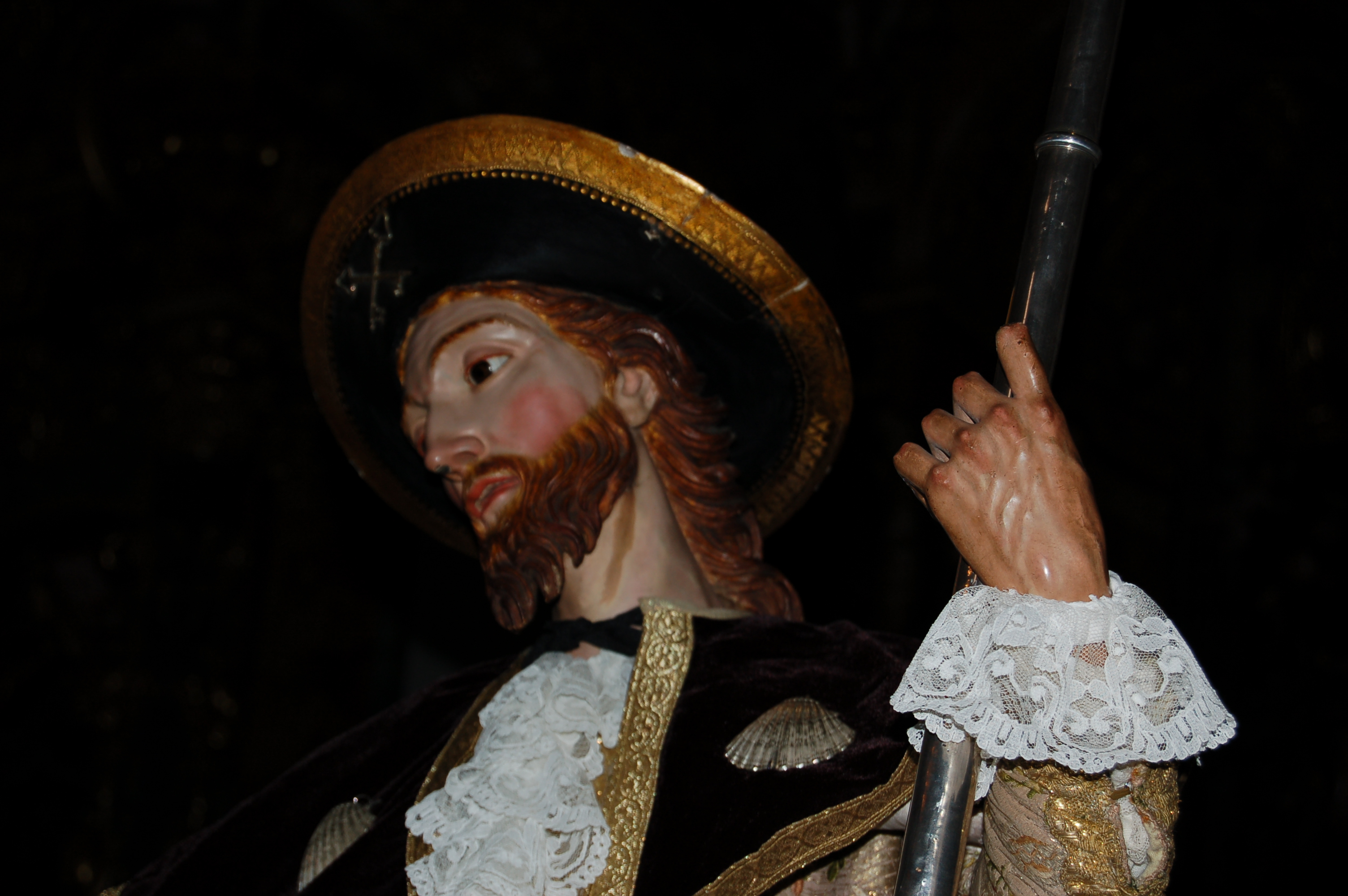
Escultura de San Roque, por Gambino, en la capilla del Hospital de San Roque en Santiago de Compostela.

José Gambino (Pazo del Faramello, La Coruña, 14 de mayo de 1719 - Santiago de Compostela, 24 de agosto de 1775) fue un escultor e imaginero español, máximo exponente del rococó en Galicia.

## Biografía
Su familia era originaria de Génova, Italia, llegados a Santiago para crear la primera fábrica de papel en Galicia, en el lugar de Faramello, parroquia de Ribasar (1710-1714). El abuelo de José también era escultor. José Gambino, dotado para el arte desde niño, aprendió primero en el taller de Miguel de Romay, en Santiago. Luego pasó menos de dos años en Lisboa, en el taller de José de Almeida, el introductor del rococó en Portugal. Retornó a Santiago para contraer matrimonio con María Lens (1741) y crear su propio taller en la Cuesta Nova, en el que trabajarían tres de sus siete hijos. Su estilo se impuso y recibió muchos encargos hasta 1765, cuando llegó a Galicia la moda academicista, contraria al rococó. Su taller entró en crisis y hubo de conformarse con pequeños encargos. Volvió a ser reconocido y llamado por los organismos oficiales hacia 1774. Fallece en 1775 y le suceden su yerno e hijos, quienes continúan trabajando en el estilo rococó.  
Colaboró  con Fernando de Casas Novoa en la fachada del Obradoiro. Los franciscanos le encargaron una figura de san Antonio para el convento de San Francisco de Herbón, innovando en esa figura la iconografía gallega al sentar al Niño Jesús en un solo brazo del santo. Más adelante, en este mismo convento, talló las imágenes de la Virgen, san José, san Francisco, san Miguel, san Rafael y Santiago Peregrino. Realizó también las esculturas del retablo de la capilla del pazo de Oca. En 1753 trabajó en el monasterio de Oseira. Son destacables su Santiago peregrino de la sala capitular de la basílica compostelana y sus imágenes de Santiago Matamoros (en la catedral y en el frontón del Palacio de Rajoy), así como su san Roque de la capilla compostelana del mismo nombre. Los grandes monasterios de Santa María de Sobrado y San Martín Pinario también le contrataron. En su taller trabajó también José Ferreiro, su yerno, que continuaría su labor. 
Su obra, que sigue las directrices del Concilio de Trento, se caracteriza por ser de estilo muy italiano en sus composiciones, por los nuevos tipos iconográficos y por implantar una decoración en las telas y las figuras que sigue los presupuestos del rococó, corriente artística introducida por él en Galicia.